# جسدنة

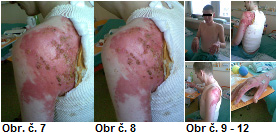

الجسدنة هي تصبح العلاقة بين المرضين النفسي والجسدي فائقة التعقيد لأن المريض قد لا يشكو إلا من الأعراض الجسمانية، مثل الإصابة بوجع مزمن في الظهر أو المفاصل، ولا يتوقع أن لتلك الأمور مصدراً إلا الجسد. تبلغ نسبة انتشار اضطراب الجسدنة حوالى 2. – 2 % في السيدات و2. % في الرجال. وأثبتت الأبحاث العلمية أن نسبة المرض قد تصل إلى 45% من بين المرضى النفسيين بين سن 40 إلى 65 عاماً.

## علاج

### العلاج السلوكي المعرفي
ويساعد العلاج السلوكي المعرفي المرضى على إيجاد طرق لضبط أوضاعهم والتحكم فيها، وكسر تلك الدورة المفرغة من الألم والإحباط التي يمرون بها. وتشمل بعض الوسائل المحددة أثناء هذا العلاج: التدرب على الاسترخاء، حل المسائل، وسائل التصور المرئي، التغذية البيولوجية العكسية (عملية توجيه المريض للتحكم في جسمه ووظائفه.. إلخ)، التمارين، طرق التنفس. وربما يعتبر مثل هذا المنطلق المتعدد الأوجه، الأكثر ضرورة لعلاج حالات اضطرابات الجسدنة، ويتجه العلاج إلى تعديل وتطوير وتغيير التشويه والنظم المعرفية للمريض.

### مضادات الاكتئاب
توصف عدة أنواع من مضادات الاكتئاب بشكل روتيني للمرضى المصابين باضطرابات الجسدنة، إلا أن الأبحاث لا توفر إلا دعما أقل لفعالية مضادات الاكتئاب مقارنة بفعالية العلاج السلوكي المعرفي.كما أنه ليس من الواضح تماما كيف تؤدي مضادات الاكتئاب مفعولها في مساعدة المصابين باضطرابات الجسدنة، فهذه الأدوية يمكنها أن تعمل بشكل غير مباشر، لتخفيف أعراض الاكتئاب والقلق (واضطراب إجهاد ما بعد الصدمة) ـ وهي أعراض شائعة لدى المصابين باضطرابات الجسدنة. كما أن من المحتمل أن تؤدي مضادات الاكتئاب مفعولها مباشرة بالتأثير على الدارات العصبية التي لا تؤثر على المزاج فقط بل على حالات الإجهاد، وتقبل الألم، ومعاناة الجهاز الهضمي، والأعراض الأخرى التي تظهر في اضطرابات الجسدنة.

### العلاج النفسي الجمعي
وفيه يجتمع عدد من المرضى ويكون العلاج على هيئة جماعية، يساعد العلاج الجمعي على ممارسة المريض لعدة مواقف وسط مجموعة من الناس، مع اكتساب مهارات اجتماعية جديدة، كما يساعده على التعبير عن انفعالاته بالكلام وقدرته على وصف احساساته ومشاعره بطريقة لفظية، بالإضافة إلى تقديم السيكودراما وفيها يلعب المرضى الأدوار المسرحية، ويتم في هذه الحالة أن تكون التمثيلية تعبيراً صادقاً عن مشكلة خاصة أو مشكلة جماعية للمرضى.

### التفسير والتشجيع
يقوم المعالج تفسير للمريض طبيعة مرضه، ويطمئنه على أسباب المرض ويشرح له معنى أعراضه نفسياً، مع تشجيعه على التكيف ومواجهة الواقع والصمود أمام الإجهاد، كما يتم تقديم النصيحة والإرشاد دون تحيز، بالإضافة إلى التنفيس والتفريغ العقلي لكل مشاكل المريض وانفعالاته ومخاوفه، لأن التعبير عن هذه الإحساسات يجعله ينظر إليها بطريقة موضوعية أخرى، بالإضافة إلى المراقبة الذاتية من قبل المريض.

### تدريبات الاسترخاء
الاسترخاء صورة من صور العلاج الذاتي بهدف ضبط المشاعر وتخفيف القلق وتغيير مفاهيم الحياة إلى سلوك كامل مبني على الثقة بالنفس، وسيتم توزيع تدريبات الاسترخاء داخل كل جلسة من جلسات البرنامج بهدف خفض التوتر والقلق وبالتالي خفض الإحساس بالألم، ويساعد الحالة على الشعور بالتحسن المبدئي.

### المهام والواجبات
ستنتهي كل جلسة من جلسات البرنامج ببعض المهام والتمارين التي تتطلب من الحالة القيام بها داخل بيئته العملية والمنزلية، هكذا. على أن يتم مراجعتها في بداية كل جلسة مع المعالج لخفض إحساسه بالألم، بالإضافة إلى اشتراك الأسرة في هذه المهام والواجبات من خلال رصد سلوكيات المريض داخل المنزل وتقديم المساندة النفسية الاجتماعية.

## للمزيد من القراءة
- http://bafree.net/alhisn/showthread.php?t=125503&page=1
- http://www.gn4me.com/health/sexHealth/index.jsp?L1=17&L2=31&L3=231 نسخة محفوظة 7 أكتوبر 2015 على موقع واي باك مشين.
- http://www.elmissiry.com/Pages/M000.4.0.10/
- http://www.tabibnafsany.com/hystria_somatoform_algsdna.html نسخة محفوظة 26 يوليو 2017 على موقع واي باك مشين.